# 波蘭民主化運動
波兰民主化运动指的是1980年代期间波兰进行的民主化运动。
波兰人民共和国时期，经济状况持续慢性恶化，通货膨胀、食品配给制度和食品、物资、经济的匮乏，使得罢工、暴动和防暴镇压不断发生。1987年，波兰政府的经济政策宣告失败，通货膨胀达40%，全国长期发生暴动和罢工。1989年，波兰政府与波兰团结工会及其他反对派举行波兰圆桌会议。4月5日，政府与罢工者达成共识，波兰共产党承诺给予自由选举及言论自由。罢工最终结束，波兰达成民主化。